# Брюнних, Мортен Тране (зоолог)
Мортен Тране Брюнних (дат. Morten Thrane Brünnich, 30 сентября 1737, Копенгаген, Дания — 19 сентября 1827, там же) — датский зоолог и минералог.

## Биография
Брюнних родился в Копенгагене в семье художника. Он изучал восточные языки и теологию, но вскоре начал интересоваться естествознанием. Его наблюдения за насекомыми вошли в труд Эрика Понтоппидана младшего «Den Danske Atlas eller Konge-Riget Dannemark» (1763—1781). Когда он принял на попечение коллекцию судьи Христиана Фляйшера, он очень заинтересовался орнитологией, и в 1764 году он издал сочинение «Ornithologia borealis», в котором впервые были описаны птицы Скандинавии.
Брюнних издал в 1764 году «Entomologia». Затем он предпринял длительное путешествие по Средиземному морю вокруг Европы, во время которого он изучал рыб, которых впоследствии он упомянул в своём произведении «Ichthyologia Massiliensis» в 1768 году.
После своего возвращения он вступил в должность доцента естествознания и экономики Университета Копенгагена. Здесь он основал музей естествознания и написал книгу для своих студентов — «Zoologiae fundamenta praelectionibus academicis accommodata».
В честь Брюнниха называют вид птиц Толстоклювая кайра (лат. Uria lomvia), (англ. Brünnich’s Guillemot) и паук-оса (лат. Argiope bruennichi).

## Научные труды
- Prodromus insectologiæ Siælandicæ. Kopenhagen 1761.
- Die natürliche Historie des Eider-Vogels. Kopenhagen 1763.
- Eder-Fuglens Beskrivelse. Kopenhagen 1763.
- Tillæg til Eder-Fuglens Beskrivelse. Kopenhagen 1763.
- Entomologia. Godiche, Kopenhagen 1764.
- Ornithologia borealis. Kall & Godiche, Kopenhagen 1764.
- Ichthyologia Massiliensis. Roth & Proft, Kopenhagen, Leipzig 1768.
- Appendix to Cronstedt’s Mineralogy. London 1772.
- Zoologiæ fundamenta praelectionibus academicis accommodata. Pelt, Kopenhagen 1771/72.
- Mineralogie. Simmelkiær & Logan, Kopenhagen, St. Petersburg 1777-81.
- Dyrenes Historie og Dyre-Samlingen ud Universitetes Natur-Theater. Kopenhagen, 1782.
- Literatura Danica scientiarum naturalium. Kopenhagen, Leipzig 1783.
- Catalogus bibliothecæ historiæ naturalis. Kopenhagen 1793.
- Historiske Efterretninger om Norges Biergverker. Kopenhagen 1819.
- Kongsberg Sölvbergwerk i Norge. Kopenhagen 1826.